# Chiesa della Madonna delle Grazie (Montecerboli)
La chiesa della Madonna delle Grazie si trova a Montecerboli nel comune di Pomarance.

## Storia e descrizione
Edificata nel 1958 fuori del castello, vi si trova adesso l'immagine duecentesca della Madonna delle Grazie, già patrona dell'Alta Val di Cecina. Il trittico, fondo oro su tre tavole unite insieme, è composto dalla Madonna in trono col Bambino benedicente i santi Girolamo e Giovanni Battista. L'opera sembra rifarsi a quella che Coppo di Marcovaldo eseguì nel 1268 per la chiesa dei Servi a Orvieto, soprattutto nell'impianto del trono e nel motivo dei due angeli sospesi, ma altri elementi stilistici condurrebbero ad anticipare la datazione.
Su un altare laterale è collocata una croce dipinta della fine del XIII secolo, dove la posizione del Cristo sulla croce e il brano del perizoma da cui traspare la verità anatomica del corpo potrebbe rappresentare uno dei momenti più vivamente giotteschi del dipinto che al momento è riferito ad ambito duccesco tra il 1330 e il 1340.